# Vespa minima
Vespa minima är en getingart som beskrevs av Nikolaus Poda von Neuhaus 1761. Vespa minima ingår i släktet bålgetingar, och familjen getingar. Inga underarter finns listade i Catalogue of Life.